# Proton Waja
El Proton Waja es un berlina fabricado por la empresa automovilística de Malasia, Proton, lanzado por primera vez en agosto de 2000.
El nombre Waja, que significa (fuerte como) acero en malayo, tiene connotaciones físicas y abstractas. En el Reino Unido, se vendió como Proton Impian, en el que Impian era otro derivado del idioma malayo, que significa sueño .
El Proton Waja fue anunciado como el primer automóvil malasio de diseño autóctono en su debut. Sin embargo, más tarde se reveló que el chasis del Waja es una adaptación modificada de la plataforma Mitsubishi Carisma/Volvo S40. Además, los primeros modelos de Waja fueron propulsados por motores Mitsubishi y Renault, ya que el desarrollo del motor Campro de Proton no se completó a tiempo para el marco de lanzamiento del Waja.
Se vendieron más de 292,556 Proton Wajas entre 2000 y 2012. Las variantes Waja impulsadas por el motor Mitsubishi 4G18 de 1.6 litros constituyeron la mayor parte de las ventas totales, seguidas por la Proton CamPro S4PH/CPS de 1.6 litros y, por último, el Renault F4P de 1.8 litros.

## Historia
El Proton Waja se lanzó el 8 de mayo de 2000, junto con la introducción del nuevo logotipo corporativo de Proton. Los primeros lotes del Waja no tenían bolsas de aire, ABS y solo tenían asientos de tela.
El sábado 6 de octubre de 2001 se lanzó el Proton Waja 1.6X . Solo estaba disponible con transmisión automática y estaba equipado con elementos más lujosos como un sistema de aire acondicionado Proton Air semiautomático, ABS con asistencia de frenado (BA) y distribución electrónica de la fuerza de frenado (EBD), espejo abatible automático, volante de madera semi , interior de madera veteada, asientos y tapizados de puertas completamente de cuero. El sistema de audio se actualizó a un Clarion PX1676AA, con un reproductor de CD incorporado y un cambiador de CD de seis discos.
Proton hizo cambios menores en los asientos al agregar apoyabrazos traseros con portavasos (del que carecía el Waja estándar), apoyacabezas ajustable en los asientos traseros y soporte lumbar para los asientos del conductor. También se agregaron características de seguridad, como un airbag del conductor y ABS.
En 2002, Proton lanzó Proton Waja 1.8X . Estaba propulsado por el motor Renault F4P, que también se encontraba en el Renault Laguna. Su equipo se compartió principalmente con el Proton Waja 1.6X. Sin embargo, los cambios incluyeron una bolsa de aire para el pasajero y frenos de disco delanteros más grandes.
Junto con el vigésimo aniversario desde el lanzamiento de Proton Saga en 1985, se lanzó una edición limitada de Waja llamada Proton Waja 20th Anniversary en algún momento de 2005. También conocida como P20Y o Proton 20 años, esta edición limitada fue impulsada por el Mitsubishi 4G18 motor y asientos de cuero con el logo del 20 aniversario en relieve. La parrilla delantera tiene un borde cromado en forma de U y ruedas idénticas a las que se usaron más tarde con los Waja con motor CPS.
A finales de 2005, Proton introdujo además otra variante del Waja, conocida como Proton Chancellor. Fue utilizado por representantes de la Asociación de Naciones del Sudeste Asiático (ASEAN) durante la reunión de líderes de ASEAN en el KLCC, poco antes de su lanzamiento en 2006. El Chancellor tenía una distancia entre ejes más larga y un Mitsubishi 6A12 de 2.0 litros Motor V6, similar al utilizado en Proton Perdana V6. El coche solo estaba disponible con transmisión automática de cuatro velocidades.
En enero de 2006, se actualizó el Proton Waja. El mayor cambio fue el motor Campro S4PH. Otros cambios incluyeron asientos de cuero, un color interior beige y marrón, un nuevo grupo de medidores, ventilaciones de aire acondicionado rediseñadas y un nuevo reproductor de CD de doble DIN con soporte para MP3. Estos modelos también tienen unas nuevas llantas que se ha dejado de utilizar en la versión de lifting facial y se ha vuelto a utilizar en los modelos CPS. Los modelos con motor Campro eran más caros, aunque se vendieron inicialmente junto con el Waja equipado con Mitsubishi 4G18.
En junio de 2006, el exterior del Proton Waja se actualizó con una nueva parrilla inferior en forma de panal, nuevos faros delanteros, nuevas luces traseras llamadas luces traseras de termómetro, las letras Waja que se mueven por encima de la placa de matrícula y nuevas llantas de aleación.
La división de automovilismo de Proton, Race Rally Research (R3) lanzó el dúo conmemorativo de la edición especial de Proton Waja MME Edition y Proton GEN.2 MME Edition en agosto de 2006. Fueron construidos para celebrar que el equipo Protons R3 Amprex salía victorioso como campeón general y Clase O campeones que completaron 279 vueltas en un Lotus Exige 300RR especialmente construido. Solo 200 unidades de cada automóvil disponibles, y cada automóvil tendrá un número de serie y una placa de identificación debido a su edición limitada. MME son las siglas de Merdeka Millenium Endurance edition.
|                                     |
| Pre-estiramiento facial Proton Waja |

|                                     |
| Pre-estiramiento facial Proton Waja |

|                                            |
| Primer estiramiento facial Proton Waja 1.6 |

|                                            |
| Primer estiramiento facial Proton Waja 1.6 |

|                                                     |
| Segundo estiramiento facial Proton Waja 1.6 Premium |

|                                                     |
| Segundo estiramiento facial Proton Waja 1.6 Premium |

Los cambios de detalles incluyen:
1. Disponible solo en color burdeos intenso y transmisión manual
2. Kit de carrocería Zerokit de cinco piezas R3 (diseño de parachoques Wau)
3. Faros delanteros HID de xenón de titanio oscuro R3
4. Sistema de escape de rendimiento R3 Cat-Back para el motor Campro con una elegante punta ovalada
5. Cables de bujía de rendimiento R3
6. R3 Zerokit llantas de siete radios de 16 pulgadas con emblema
7. Discos de freno traseros ranurados R3 Performance
8. Kit de resortes de rendimiento R3
9. Barra de refuerzo delantera de aluminio R3
10. Cubierta del motor CamPro de aleación roja R3
11. Pomo de cambio MME rojo R3
12. Alfombrillas R3
13. Adhesivo R3 12 MME en cada guardabarros lateral
14. Unidad central con Bluetooth y soporte para iPod con iPod Nano 1GB con insignia R3.

En 2007, el Proton Waja fue renovado con un nuevo faro, nuevo faro antiniebla, nuevo capó y guarnición, nuevo parachoques, nueva parrilla y nueva luz de señal de giro delantera. Había dos variantes disponibles: 1.6M / T y 1.6A/T con cinco opciones de color: Twilight Blue, Iridiscente White, Burgundy, Metal Grey y Brilliant Red.
En 2008, el Waja recibió el motor CamPro CPS de 125 CV (92 kW). El exterior recibió cambios menores, como una nueva parrilla y nuevas luces traseras y las llantas de la versión Campro original Waja. El Waja CPS 2008 también incluye ABS y bolsa de aire de serie para el mercado de Malasia, que anteriormente eran equipos opcionales.
A lo largo de los 11 años de producción, se llevaron a cabo muchas mejoras, revisión de equipos y cambios de funcionamiento.

## Campeonato Británico de Turismos

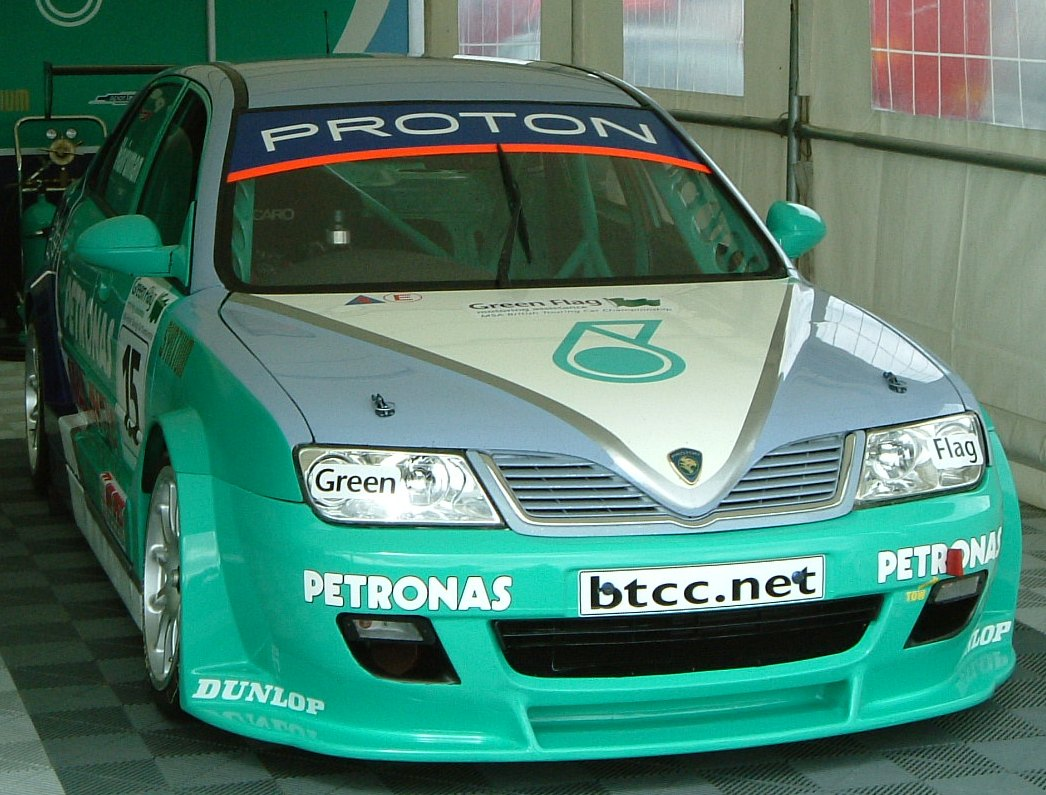
BTC-T Proton Impian del equipo PSP en el circuito de Knockhill, Escocia.

El Campeonato Británico de Turismos (BTCC) es una serie de carreras de turismos que se celebra cada año en el Reino Unido. Proton participó anteriormente en el BTCC entre 2002 y 2004 bajo el nombre oficial del equipo, Petronas Syntium Proton (Equipo PSP). El equipo en las temporadas BTCC 2002 y 2003 estuvo encabezado por los pilotos escoceses e ingleses David Leslie y Phil Bennett, respectivamente, en dos turismos BTC-T Proton Impian muy modificados.
Ambos pilotos fueron reemplazados por el sudafricano Shaun Watson-Smith y el malayo Fariqe Hairuman en la temporada 2004. El equipo PSP no tuvo mucho éxito en el BTCC, con solo dos victorias de un total de 95 carreras, y finalmente se retiró por completo después de la finalización de la temporada de 2004.

## Exportaciones

### Australia
El Waja hizo su debut internacional en Australia en noviembre de 2000 durante el Salón del Automóvil de Sydney 2000. Allí, fue llamado simplemente como el Proton GX y se anunció que estaría a la venta en el segundo trimestre de 2001 con un motor de 1.8 litros. El Waja finalmente salió a la venta un año en Australia como el Waja impulsado por el motor Mitsubishi 4G18. Se ofrecieron dos variantes: 1.6 y 1.6X, la última más equipada que la primera variante. Los críticos elogiaron sus características de manejo y la lista de equipamiento estándar, pero lamentaron su motor de poca potencia y la calidad de construcción.

### Reino Unido
El Proton Waja se vendió en el Reino Unido, donde fue rebautizado como Impian , no comenzó hasta abril de 2001 y ha continuado prácticamente sin cambios hasta que cesaron las ventas en 2008. El Impian solo estaba disponible con RHD, mientras que los modelos LHD estaban disponibles en otras partes de Europa.
|                        |
| 2005 Protón Impian GLS |

|                        |
| 2005 Protón Impian GLS |

El Proton Impian se ofreció con dos variantes principalmente a lo largo de su tiempo en el Reino Unido: GLS y GLX. Ambos ofrecen transmisiones manuales y automáticas y el GLX es la variante más premium de los dos.
Las ventas no fueron fuertes, ya que estaba detrás de lo mejor de la competencia en su lanzamiento y prácticamente todos sus competidores fueron reemplazados desde entonces. Su marcha y manejo decentes, generosos niveles de equipamiento, precio de venta competitivo y paquete completo de posventa fueron quizás las únicas cosas que lo mantuvieron en marcha con los compradores británicos.

### Indonesia
El Proton Waja fue lanzado en Indonesia en julio de 2007 en el 15º Salón Internacional del Automóvil de Indonesia por PT Proton Edar Indonesia. Solo disponible con una variante con transmisión manual o automática con el motor Campro S4PH.

### Irán
Se exportaron más de 5,000 Proton Waja (Impian) a Irán para ser utilizados como taxis.

### Pakistán
El Proton Waja se exportó a Pakistán como Proton Impian, donde se lanzó en septiembre de 2006 y estaba disponible en una variante con transmisión manual o automática.

## Seguridad
- - Euro NCAP -

El Proton Waja / Impian fue el primer y hasta ahora único automóvil Proton en ser oficialmente sometido a pruebas de choque por Euro NCAP en 2002. Obtuvo una calificación de tres estrellas para la seguridad de los ocupantes adultos, pero solo una estrella para la seguridad de los peatones. La configuración probada incluyó cuatro bolsa de aires SRS (doble frontal y doble lateral), una configuración que se limitó a un puñado de mercados desarrollados como el Reino Unido y Australia. El mercado malasio Proton Wajas nunca recibió airbags laterales.
Proton afirmó que el Impian era el primero de una nueva generación de autos que fueron diseñados según los estándares Euro NCAP, pero después del desempeño decepcionante del Impian, Proton prometió mejorar los diseños futuros. Diez años más tarde, esa promesa se cumplió cuando el Proton Prevé recibió las cinco estrellas completas de la ANCAP de Australia, una organización cuyos métodos se alinean estrechamente con los de Euro NCAP.
Top Gear emitió un segmento que presentaba un Proton Waja dañado junto con un Toyota Avensis dañado, para mostrar la diferencia entre un automóvil Euro NCAP de tres y cinco estrellas después de una colisión frontal con un muro de hormigón de acero deformable.

## Problemas
Los primeros modelos tenían sus conductos de ventilación centrales que no llevaban aire frío al pasajero delantero debido a un defecto de diseño. Los conductos de aire rediseñados en modelos posteriores resolvieron el problema. Su bomba de combustible, ventanas eléctricas y manijas de las puertas exteriores resultaron ser problemáticas en los primeros modelos. Los modelos posteriores, con las luces traseras de estilo "termómetro" rediseñado, eran propensos a que el agua se filtrara en su carcasa y en el maletero trasero.
Pronto se descubrió que el calor de las luces de freno fundía la carcasa de plástico interior. El Proton Waja también fue objeto de dos retiros. El primer retiro afectó solo a las variantes de transmisión manual, donde los pernos utilizados para la transmisión manual se apretaron incorrectamente. El retiro posterior en 2005, involucró aproximadamente 3000 unidades debido a llantas de aleación defectuosas.

## Especificaciones
|                                | Mitsubishi 4G18                                                                 | Renault F4P                                                                     | Protón Campro S4PH                                                              | Protón Campro CPS                                                               |
| Tren de potencia y rendimiento | Tren de potencia y rendimiento                                                  | Tren de potencia y rendimiento                                                  | Tren de potencia y rendimiento                                                  | Tren de potencia y rendimiento                                                  |
| ------------------------------ | ------------------------------------------------------------------------------- | ------------------------------------------------------------------------------- | ------------------------------------------------------------------------------- | ------------------------------------------------------------------------------- |
| Motor                          | 16 válvulas 4G18P SOHC 5MT                                                      | 16 válvulas F4P DOHC 4AT                                                        | S4PH DOHC 5MT de 16 válvulas                                                    | S4PH DOHC 5MT de 16 válvulas                                                    |
| Velocidad máxima (km/h)        | 186 kilómetros por hora                                                         | 186 kilómetros por hora                                                         | 190 kilómetros por hora                                                         | 190 kilómetros por hora                                                         |
| Aceleración 0-100 km/h (s)     | 12 segundos                                                                     | 13 segundos                                                                     | 12 segundos                                                                     | 11,5 segundos                                                                   |
| Potencia máxima kW (CV)/rpm    | 76 kW (102 caballos de fuerza)/6.000 rpm                                        | 88 kW (118 caballos de fuerza)/5.750 rpm                                        | 82 kW (110 caballos de fuerza)/6.000 rpm                                        | 93 kW (125 caballos de fuerza)/6.500 rpm                                        |
| Par máximo (Nm/rpm)            | 140 Nm/2750 rpm                                                                 | 169 Nm/5.750 rpm                                                                | 148 Nm/4.000 rpm                                                                | 150 Nm/4.500 rpm                                                                |
| Carroceria                     |                                                                                 |                                                                                 |                                                                                 |                                                                                 |
| Dirección asistida             | Dirección asistida hidráulica                                                   | Dirección asistida hidráulica                                                   | Dirección asistida hidráulica                                                   | Dirección asistida hidráulica                                                   |
| Suspensión (delantera/trasera) | MacPherson Strut con barra estabilizadora / Multi-link con barra estabilizadora | MacPherson Strut con barra estabilizadora / Multi-link con barra estabilizadora | MacPherson Strut con barra estabilizadora / Multi-link con barra estabilizadora | MacPherson Strut con barra estabilizadora / Multi-link con barra estabilizadora |